# Bouscarle chanteuse
Horornis diphone
Espèce
Statut de conservation UICN

 LC  : Préoccupation mineure

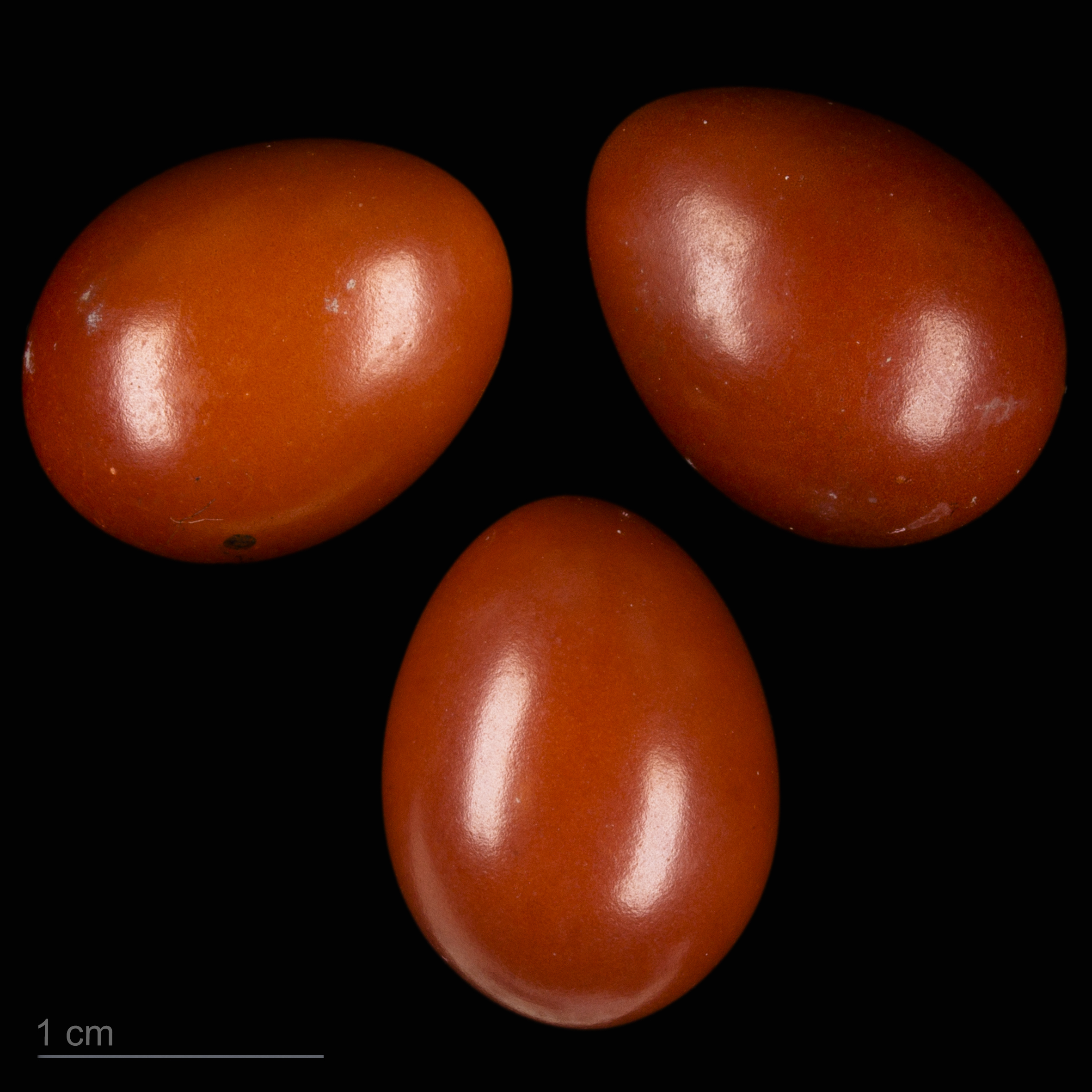
Oeufs de Horornis diphone cantans - Muséum de Toulouse

La Bouscarle chanteuse  (Horornis diphone) est une espèce de passereaux de la famille des Cettiidae.

## Description
La Bouscarle chanteuse mesure 15,5 cm.

## Répartition et sous-espèces
Selon la classification de référence du Congrès ornithologique international (15.1, 2025) :
- H. d. ryukyuensis Kuroda, 1925 — Sakhaline et Kouriles ;
- H. d. catans (Temminck &  Schlegel, 1845) — Japon, nord des îles Ryūkyū, Jeju et Corée du Sud ;
- H. d. restructus Kuroda, 1923 — archipel Daitō, sud des îles Ryūkyū ;
- H. d. diphone (Kittlitz, 1830) — archipels d'Izu et Ogasawara, îles Iwo.

## Culture
Cet oiseau, très présent dans la culture japonaise sous le nom de "uguisu" (鶯, dit aussi "rossignol japonais"), est célèbre pour son chant mélodieux au printemps. Il est représenté sur une des cartes du mois de février dans le jeu de cartes traditionnelles japonaises Hanafuda. Elle a également servi d'inspiration pour les codes en morse de la Wii.[pas clair]